# BMC-Hincapie Sportswear Development Team/Saison 2012
Dieser Artikel listet Erfolge und Fahrer des Radsportteams BMC-Hincapie Sportswear in der Saison 2012 auf.

## Erfolge in der UCI Asia Tour
In der Saison 2012 gelangen dem Team nachstehende Erfolge in der UCI Asia Tour.
| Datum         | Rennen                     | Kat. | Fahrer       |
| ------------- | -------------------------- | ---- | ------------ |
| 13. September | 6. Etappe Tour of China I  | 2.1  | Tyler Magner |
| 23. September | 5. Etappe Tour of China II | 2.1  | Oscar Clark  |

## Platzierungen in UCI-Ranglisten
| UCI Continental Circuit | Platz |
| ----------------------- | ----- |
| UCI Africa Tour 2012    | 23    |
| UCI America Tour 2012   | 40    |
| UCI Asia Tour 2012      | 39    |
| UCI Oceania Tour 2012   | 12    |

## Mannschaft
| Name                    | Geburtstag         | Nationalität       | Team 2011                                      |
| ----------------------- | ------------------ | ------------------ | ---------------------------------------------- |
| Oscar Clark (ab 16.08)  | 20. Februar 1989   | Vereinigte Staaten | Team United Healthcare Georgia/The 706 Project |
| Isaac Enderline         | 1. August 1990     | Vereinigte Staaten | Neoprofi                                       |
| Tyler Karnes            | 19. September 1991 | Vereinigte Staaten | Neoprofi                                       |
| Parker Kyzer            | 5. Juni 1992       | Vereinigte Staaten | Neoprofi                                       |
| Joseph Lewis (ab 16.08) | 13. Januar 1989    | Australien         | RBS Morgans-ATS                                |
| Mathew Lipscomb *       | 2. September 1993  | Vereinigte Staaten | Neoprofi                                       |
| Tyler Magner            | 3. Mai 1991        | Vereinigte Staaten | Neoprofi                                       |
| Alder Martz             | 11. September 1990 | Vereinigte Staaten | Neoprofi                                       |
| Andrew Joseph Meyer     | 8. Mai 1991        | Vereinigte Staaten | Neoprofi                                       |
| Tanner Putt             | 21. April 1992     | Vereinigte Staaten | Neoprofi                                       |
| Will Richter *          | 15. April 1994     | Vereinigte Staaten | Neoprofi                                       |
| Michael Stone           | 21. Februar 1991   | Vereinigte Staaten | Neoprofi                                       |
| Edison Blair Turner     | 14. Februar 1992   | Vereinigte Staaten | Neoprofi                                       |
| Aleksa Veličković       | 26. August 1993    | Serbien            | Neoprofi                                       |
| Lawrence Warbasse *     | 28. Juni 1990      | Vereinigte Staaten | Tecos (2007)                                   |
| Jovan Zekavica          | 20. Januar 1991    | Serbien            | Partizan Powermove                             |

* Die Fahrer Mathew Lipscomb, Will Richter und Lawrence Warbasse wurden bei der UCI für die Saison 2012 nicht als Radrennfahrer des Continental Teams registriert.